# Idaea morosaria
Idaea morosaria är en fjärilsart som beskrevs av Herrich-Schäffer 1852. Idaea morosaria ingår i släktet Idaea och familjen mätare. Inga underarter finns listade i Catalogue of Life.